# 10007 Malytheatre
10007 Malytheatre este un asteroid din centura principală, descoperit pe 16 decembrie 1976, de Liudmila Cernîh.